# Chris Sheldon
Pour les articles homonymes, voir Sheldon.
Chris Sheldon (né le 25 septembre 1962 à Derby, au Derbyshire) est un producteur britannique. Il commence sa carrière à la fin des années 1980 en travaillant pour des groupes comme les Pixies. Il est basé sur Londres et produit ou mixe des albums pour des groupes, particulièrement de rock, comme Foo Fighters, Garbage, Feeder, Biffy Clyro ou Oceansize.

## Biographie
Sheldon est né à Derby, au Derbyshire, où ses parents travaillent. Il grandit dans le Surrey, dans le sud de l'Angleterre. Il fait ses premiers pas actifs dans le monde de la musique à la fin des années soixante-dix, en tant que batteur dans plusieurs groupes de punk rock et mainstream locaux, qu'il a lui-même qualifiés d'épouvantables par la suite.
Au milieu des années 1980, il travaille comme ingénieur du son sur des productions de groupes tels que Dead or Alive, Prefab Sprout ou l'ancien membre Roger Waters de Pink Floyd. L'une de ses premières productions à titre principal est l'album Carved in Sand du groupe The Mission en 1990. Parmi les albums dont Sheldon s'occupe avec le plus de succès, on trouve The Color and the Shape des Foo Fighters (mixage son) et Troublegum de Therapy? (production et mixage son). L'EP Shortsharpshock de Therapy? qu'il produit atteint la 9e place du Top 40 britannique le 20 mars 1993, leur album Troublegum atteint la 5e place le 19 février 1994, et le single Going for Gold de Shed Seven entre dans les charts britanniques à la 8e place le 23 mars 1996.
Depuis ses débuts en tant qu'ingénieur du son, Sheldon collabore souvent avec Tim Palmer et Gil Norton[10]. Il a la réputation de ne pas trop s'immiscer dans le son d'un disque,, tout en ayant un style sophistiqué et aiguisé ainsi que, en particulier, la capacité de faire sonner les guitares électriques de manière particulièrement efficace.

## Discographie
- 1987 : The Icicle Works - If You Want to Defeat Your Enemy, Sing His Song
- 1987 : Roger Waters - Radio K.A.O.S.
- 1990 : Pixies - Dig for Fire (single)
- 1994 : Therapy? - Troublegum
- 1994 : Gun - Swagger
- 1994 : Radiohead - Itch (EP)
- 1994 : The Almighty - Crank
- 1994 : Terrorvision - How To Make Friends And Influence People
- 1996 : China Drum - Goosefair
- 1996 : Shed Seven - A Maximum High
- 1996 : Feeder - Swim
- 1996 : The Almighty - Just Add Life
- 1997 : Feeder - Polythene
- 1997 : Mike Scott - Still Burning
- 1997 : Foo Fighters - The Colour and the Shape
- 1999 : Velvet Jones - Colin
- 1998 :Anthrax - Volume 8: The Threat is Real
- 1998 :Radiator (en) - Resistor (single)
- 1999 :Therapy? - Semi-Detached
- 1999 : 3 Colours Red (en) - Revolt
- 1999 : Jeff Beck - Who Else!
- 1999 : Idlewild - When I Argue I See Shapes (single)
- 1999 : Shed Seven - Going for Gold
- 2000 : The Vandals - Look What I Almost Stepped In...
- 2000 : Ruby Cruiser - Twelve Short Stories
- 2001 : Hundred Reasons - Remmus (EP)
- 2001 : My Vitriol - Finelines
- 2001 : Biffy Clyro - Blackened Sky
- 2002 : Sandstone Veterans - Didn't Feel A Thing (single)
- 2002 : Motor Ace - Shoot this
- 2003 : Therapy? - High Anxiety
- 2003 : 3 Colours Red - Repeat to Fade (single)
- 2003 : Biffy Clyro - The Vertigo of Bliss
- 2003 : Oceansize - Effloresce
- 2004 : Amplifier - Amplifier
- 2004 : X Is Loaded - Raw Nerve
- 2004 : Biffy Clyro - Infinity Land
- 2004 : Oceansize - Music for Nurses (EP)
- 2008 : No Hope In New Jersey - Steady Diet of Decline
- Agent - A Stolen Honda Vision (2005)
- 2005 : Reuben - Very Fast Very Dangerous
- 2007 : Fono - Too Broken to Brake
- 2007 : The Mighty Roars - Swine and Cockerel
- 2007 : Kisschasy - Hymns for the Nonbeliever
- 2007 : Oceansize - Frames
- 2007 : Johnny Panic - The Good Fight
- 2008 : Slaves to Gravity - Scatter The Crow
- 2008 : Atomic Garden - Little Stories About Potential Events
- 2008 : Brigade - Come Morning We Fight
- 2008 : CloverSeeds - Innocence
- 2008 : Sucioperro - Pain Agency
- 2008 : Plain - Different not Strange
- 2009 : The Boxer Rebellion - Union
- 2009 : Gren - Gren
- 2009 : Fightstar - Grand Unification
- 2009 : Kieran Leonard - Scapegoat (EP)
- 2009 : Isola - Gravity (single)
- 2010 : Oceansize - Self Preserved While the Bodies Float Up
- 2010 : Sucioperro (en) - The Heart String & How To Pull It
- 2010 : Mor ve Ötesi - Masumiyetin Ziyan Olmaz
- 2010 : Amplifier - The Octopus
- 2010 : Skunk Anansie - Wonderlustre
- 2011 : The King Blues - Punk and Poetry
- 2011 : Johnny Panic - Ritual Riots
- 2020 : Therapy? - Greatest Hits (Abbey Road)
- 2020 : Shed Seven - Another Night, Another Town (Live)
- 2020 : The Rocket Dolls - The Art of Disconnect
- 2021 : Del Amitri - You Can't Go Back
- 2021 : Mason Hill - Against the Wall